# Labeobarbus codringtonii
Labeobarbus codringtonii är en fiskart som först beskrevs av Boulenger, 1908.  Labeobarbus codringtonii ingår i släktet Labeobarbus och familjen karpfiskar. IUCN kategoriserar arten globalt som livskraftig. Inga underarter finns listade i Catalogue of Life.